# Zygogeomys trichopus
Il tuza (Zygogeomys trichopus Merriam, 1895) è un roditore della famiglia dei Geomidi, unica specie del genere Zygogeomys (Merriam, 1895), endemico del Messico.

## Descrizione

### Dimensioni
Roditore di grandi dimensioni, con la lunghezza della testa e del corpo tra 200 e 250 mm, la lunghezza della coda tra 90 e 120 mm, la lunghezza del piede tra 38 e 48 mm, la lunghezza delle orecchie tra 5 e 9 mm e un peso fino a 580 g.

### Caratteristiche craniche e dentarie
Il cranio è lungo e stretto e presenta un rostro lungo e stretto, le arcate zigomatiche complete e la mandibola lunga e sottile. Gli incisivi superiori sono attraversati anteriormente da due solchi longitudinali.
Sono caratterizzati dalla seguente formula dentaria:

### Aspetto
La pelliccia è corta e fine, più di qualsiasi altro gopher e dona un'apparenza brillante anche più di quella della talpa. Le parti dorsali variano dal grigio fumo al marrone, mentre le parti ventrali sono più chiare, spesso con delle macchie biancastre irregolari specialmente sulla gola. Sopra il naso è presente un cuscinetto carnoso privo di peli e circondato lateralmente e superiorimente da una sottile banda di peli completamente bianchi. La coda è completamente priva di peli, biancastra e quasi trasparente. Il cariotipo è 2n=40 FN=74.

## Biologia

### Comportamento
È una specie fossoria, che produce tumuli alti fino a 23 cm di forma conica privi della caratteristica entrata in cima e con nidi a circa 2 m di profondità. Sono alquanto docili.

### Riproduzione
Una femmina gravida con un singolo embrione è stata catturata a metà dicembre.

## Distribuzione e habitat
Questa specie è conosciuta soltanto nelle vicinanze del Lago Patzcuaro, nella parte centro-settentrionale dello stato messicano di Michoacán.
Vive in zone aperte all'interno di pinete ed abetaie tra 2.000 e 3.000 metri di altitudine.

## Conservazione
La IUCN Red List, considerato l'areale inferiore a 5.000 km², la popolazione concentrata in sole sei località, l'ambiente seriamente frammentato, il continuo declino nella sua estensione e qualità e la riduzione del numero di individui maturi dovuta alla competizione, classifica Z.trichopus come specie in pericolo (EN).